# Andreessen Horowitz
Andreessen Horowitz, également connu sous le numéronyme a16z, est un fonds américain de capital risque fondé en 2009 par Marc Andreessen et Ben Horowitz (en). Son siège est situé à Menlo Park, en Californie.

## Histoire
Marc Andreessen et Ben Horowitz (en) sont deux anciens de Netscape. En 1999, ils cofondent Loudcloud. La société, rebaptisée Opsware, est rachetée par Hewlett-Packard en 2007,. Les deux hommes investissent ensemble, ou à titre individuel, dans des startups de la Silicon Valley comme Twitter et LinkedIn,.
En 2009, ils lancent le fonds d'investissement Andreessen Horowitz. Ils disposent dans un premier temps de 300 millions de dollars,. Andreessen estime que le coût nécessaire au lancement d'une startup a diminué, ce qui doit permettre d'investir de petites sommes, à partir de 50 000 dollars, pour financer de jeunes entreprises. Le fonds peut par la suite engager jusqu'à 50 millions pour développer une société ayant rencontré le succès. Ils se concentrent sur les entreprises des technologies de l'information implantées dans la Silicon Valley,. Andreessen Horowitz investit dans 28 sociétés, notamment Foursquare, OpenSea, Zynga et Skype. En 2010, la firme crée un deuxième fonds et lève 650 millions de dollars.
Début 2012, Andreessen Horowitz lève 1,5 milliard de dollars, répartis dans un fonds principal de 900 millions et un second de 600 millions. Leur portefeuille compte 90 sociétés. Andreessen Horowitz emploie 45 personnes, qui assistent les sociétés de son portefeuille à différents niveaux (recrutement, développement commercial, relation client, etc.).
En 2021, Andreessen Horowitz annonce lancer un fonds de 2,2 milliards de dollars dédié aux cryptomonnaies. L'entreprise avait déjà investi dans plus d'une cinquantaine de startups dans le domaine, y compris Coinbase en 2013, entrée en bourse en avril 2021. 
En octobre, ils lèvent 150 millions de dollars pour Sky Marvis, l'éditeur du jeu vidéo Axie Infinity.
En 2024, plus de 60 millions de dollars sont levé pour un tour de financement de série A pour le laboratoire Anysphere, créateur de Cursor.